# Westarp (Adelsgeschlecht)
Westarp ist der Name eines weltweit verzweigten deutschen Adelsgeschlechts, das ebenso wie die Familie Waldersee eine morganatische Linie der Askanier darstellt. Die aus Anhalt-Bernburg stammende, evangelische Familie wurde 1811 in den preußischen Grafenstand erhoben. Sie brachte eine Reihe bedeutender preußischer Militärs hervor, aber auch Schriftsteller. Einer ihrer bekanntesten Angehörigen war der Jurist, Verwaltungsbeamte und Politiker Kuno von Westarp (1864–1945), als Vorgänger Alfred Hugenbergs von 1926 bis 1928 Parteivorsitzender der DNVP.
Der 1811 gewählte Name Westarp geht auf die Herkunftsfamilie der Stammmutter zurück, die aus einem alten westfälischen Geschlecht stammte, das im 17. Jahrhundert Verwaltungsstellen in Soest bekleidete und schon vor dem Dreißigjährigen Krieg Bürgermeister von Beckum stellte.

## Geschichte
Die Grafen von Westarp entstammen der auf Fürst Lebrecht (1669–1727) zurückgehenden Familie Anhalt-Bernburg-Schaumburg-Hoym, einer paragierten Nebenlinie des regierenden Hauses im Fürstentum Anhalt-Bernburg. Der preußische Oberstleutnant Friedrich Franz Christoph von Anhalt-Bernburg-Schaumburg-Hoym (1769–1807), der einzige das Erwachsenenalter erreichende Sohn von Lebrechts Enkel Franz Adolf (1724–1784), hatte am 22. Juni 1790 Karoline Amalie Westarp (1773–1818) geheiratet. Sie war die Tochter des im niederschlesischen Brieg tätigen und hochangesehenen preußischen Oberamtsregierungsrats Franz Friedrich Ferdinand Westarp (1734–1797), dem offenbar nur aufgrund seiner nichtadligen Herkunft eine Beförderung zum Regierungspräsidenten verwehrt geblieben war. Westarp war ein Sohn des 1701 im ungarischen Cremnitz geborenen Johann George Westarp und Enkel des aus dem westfälischen Soest gebürtigen Feldpredigers Johann Georg Westarp. Franz Friedrich Westarps Vater war in den 1720er Jahren in Berlin Sekretär beim preußischen Staatsminister Johann Moritz von Viebahn, dessen Stiefmutter Johanna Dorothea von Viebahn (* 5. Juli 1674; † 12. Dezember 1754) eine geborene Westarp aus Soest war. In Soest war das Geschlecht Westarp schon früher vertreten: Eberhard Dinckerman und Johann Westarp, weltlicher Richter bzw. Kammergerichtsschreiber zu Soest, verkauften am 4. März 1637 ihren Hof in Delecke, Zweekotten genannt, an Adam von Hanxlede gen. Bock und dessen Ehefrau Maria Salome, geb. von Weix. In räumlicher Nähe gab es das niederadelige Geschlecht Westrup (auch: Westarp, Westorp, Westorff).
Fürst Viktor I. Amadeus Adolf (1693–1772), Lebrechts Sohn und Großvater von Friedrich Franz Christoph, hatte in seinem Testament vom 27. August 1752 verfügt, dass Prinzen von Anhalt-Bernburg-Schaumburg-Hoym und deren Nachfahren nur dann erbberechtigt sind, wenn sie Personen geheiratet hatten, die mindestens dem Grafenstand angehörten. Ziel war, das Prinzip der Ebenbürtigkeit zu wahren und sogenannte Mesalliancen zu vermeiden. Kaiser Franz I. Stephan bestätigte die Bestimmungen im Jahr darauf zwar als Hausgesetz, behielt sich dabei aber das Recht der Anerkennung für den Einzelfall vor. Die Agnaten der Linie Anhalt-Bernburg-Schaumburg-Hoym unter dem damaligen Fürsten Karl Ludwig, die bereits erfolglos die von ihnen als morganatisch betrachtete Ehe Franz Adolfs beanstandet hatten, fochten nun die Ehe von dessen Sohn Friedrich Franz Christoph an. Sie bewirkten 1796 aufgrund des erwähnten Testaments nach jahrelangen Verhandlungen einen Vergleich mit ihm, woraufhin er sein Verhältnis mit Karoline zu einer morganatischen Ehe erklärte. Zugleich verzichtete er für seine Kinder auf deren fürstlichen Rang und die Nachfolge im Haus Anhalt.
Doch blieb einerseits die Bestätigung des Vergleichs durch Kaiser Franz II. aus. Andererseits erhob der preußische König Friedrich Wilhelm III. 1798 im Rahmen der Huldigung ihm gegenüber als neuem Herrscher Karoline zu einer geborenen Gräfin von Westarp. Indem sie damit nachträglich mit den testamentarischen Bestimmungen in Einklang gebracht wurden, schienen die Erbrechte der Nachfahren des Prinzen Franz Adolf mit Karoline gesichert zu sein. Die Agnaten der Linie Anhalt-Bernburg-Schaumburg-Hoym unter dem nunmehrigen Fürsten Viktor II. Karl Friedrich zwangen jedoch schließlich nach dem Tod des Prinzen Franz Adolf am 19. November 1807 dessen beide noch unmündigen Söhne Ludwig (1791–1850) und Adolf (1796–1850) sowie die Tochter Marie Karoline Adelheid (1795–1811), den Stand, den Namen und das Wappen ihres Vaters abzulegen. Damit waren sie nicht mehr Prinzen bzw. Prinzessinnen von Anhalt. Nach längeren Verhandlungen erzielte das Fürstenhaus 1810 mit dem Vormund der Kinder einen neuen Vergleich. Daraufhin ernannte Friedrich Wilhelm III. sie und ihre Nachkommen per Diplom vom 18. April 1811 zu Grafen bzw. Gräfinnen von Westarp.
Mit dem Tod des fünften und letzten Fürsten Friedrich am Heiligen Abend 1812 zerfiel dessen Besitz: Die rheinländische, zuletzt im Herzogtum Nassau gelegene Grafschaft Holzappel mit Schloss Schaumburg ging als Allodialerbe an Viktor II. Karl Friedrichs Töchter, das Paragium fiel zurück an Alexius Friedrich Christian, den Herzog von Anhalt-Bernburg. Als 1863 mit dem kinderlosen Tod von dessen Sohn Alexander Carl das herzogliche Haus Anhalt-Bernburg erlosch, sollen die Grafen von Westarp als legitimierte und einzig verbliebene Nachkommen der Nebenlinie Anhalt-Bernburg-Schaumburg-Hoym ihre Erbrechte geltend gemacht haben. Allerdings wurden sie dabei nicht berücksichtigt, denn Anhalt-Bernburg wurde Teil des vereinigten Herzogtums Anhalt. Zu den vielfältigen Verhandlungen über die Abfindung des Adelsgeschlechts Westarp gehört auch der Rechtsstreit 1869 zwischen dem Haus Anhalt-Dessau und den Allodialerben Anhalt-Bernburgs, namentlich Luise von Anhalt-Bernburg sowie Herzoginwitwe Friederike von Schleswig-Holstein-Sonderburg-Glücksburg.
Sowohl Ludwig als auch Adolf von Westarp hatten jeweils mehrere Söhne, so dass sich das Adelsgeschlecht schon früh recht weit verzweigte. Es breitete sich über verschiedene Teile Deutschlands aus, aber auch im Vereinigten Königreich sowie in Kanada, Mexiko und Brasilien leben gegenwärtig (Stand: 2022) noch Nachfahren bzw. Namensträger. Im Sommer 2015 kam es erstmals seit rund 100 Jahren zu einem großen Familientreffen, zu dem ein Teil der damals rund 110 lebenden Angehörigen aus aller Welt in Sachsen-Anhalt zusammenkam. Nach dem Tod von Eduard Prinz von Anhalt (* 1941), des Familienoberhaupts der Askanier, blieben von diesem altsächsischen Hochadelsgeschlecht als Nachfahren in direkter männlicher Linie voraussichtlich nur die Grafen von Westarp sowie die Grafen von Waldersee, eine wie Eduard vom Haus Anhalt-Dessau abstammende Linie. In manchen Familienzweigen entwickelte sich zur Tradition, die Kinder als Reverenz zur Abstammung von den Askaniern mit dem zusätzlichen Vornamen Ascania/Askania (Mädchen) bzw. Asche (Jungen) auszustatten. Auch die Vornamen Adolf und Victor/Viktor kommen häufiger vor.

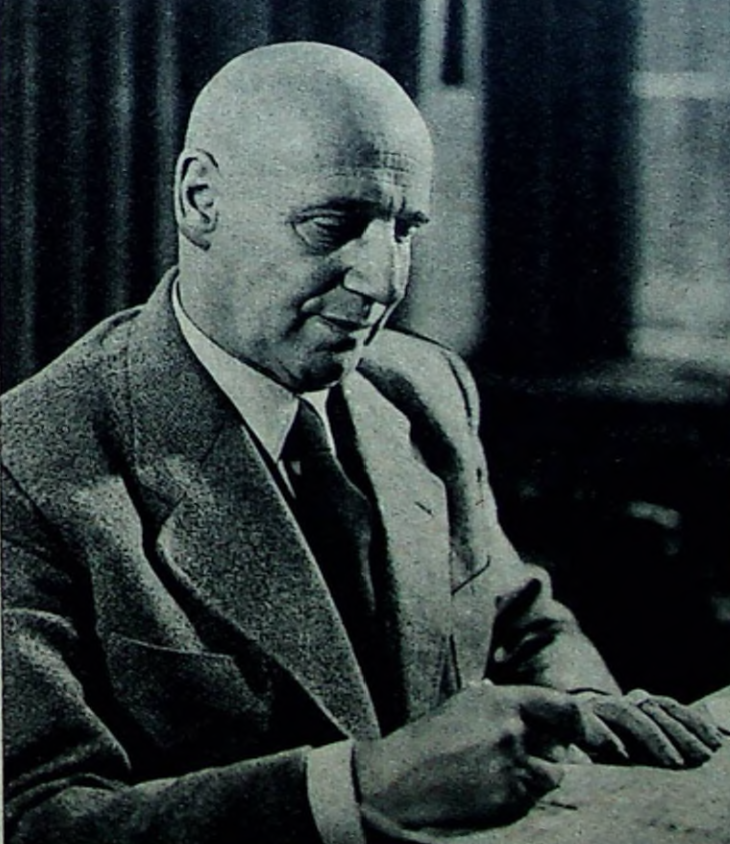
Theodor von Westarp, Industrieller
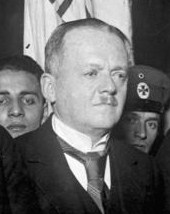
Kuno von Westarp, Politiker
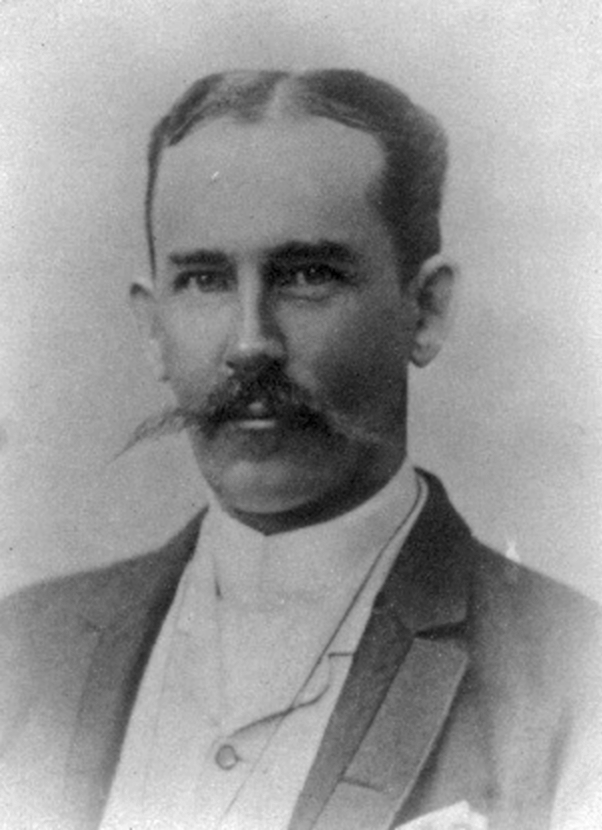
Adolf von Westarp, Schriftsteller

## Wappen

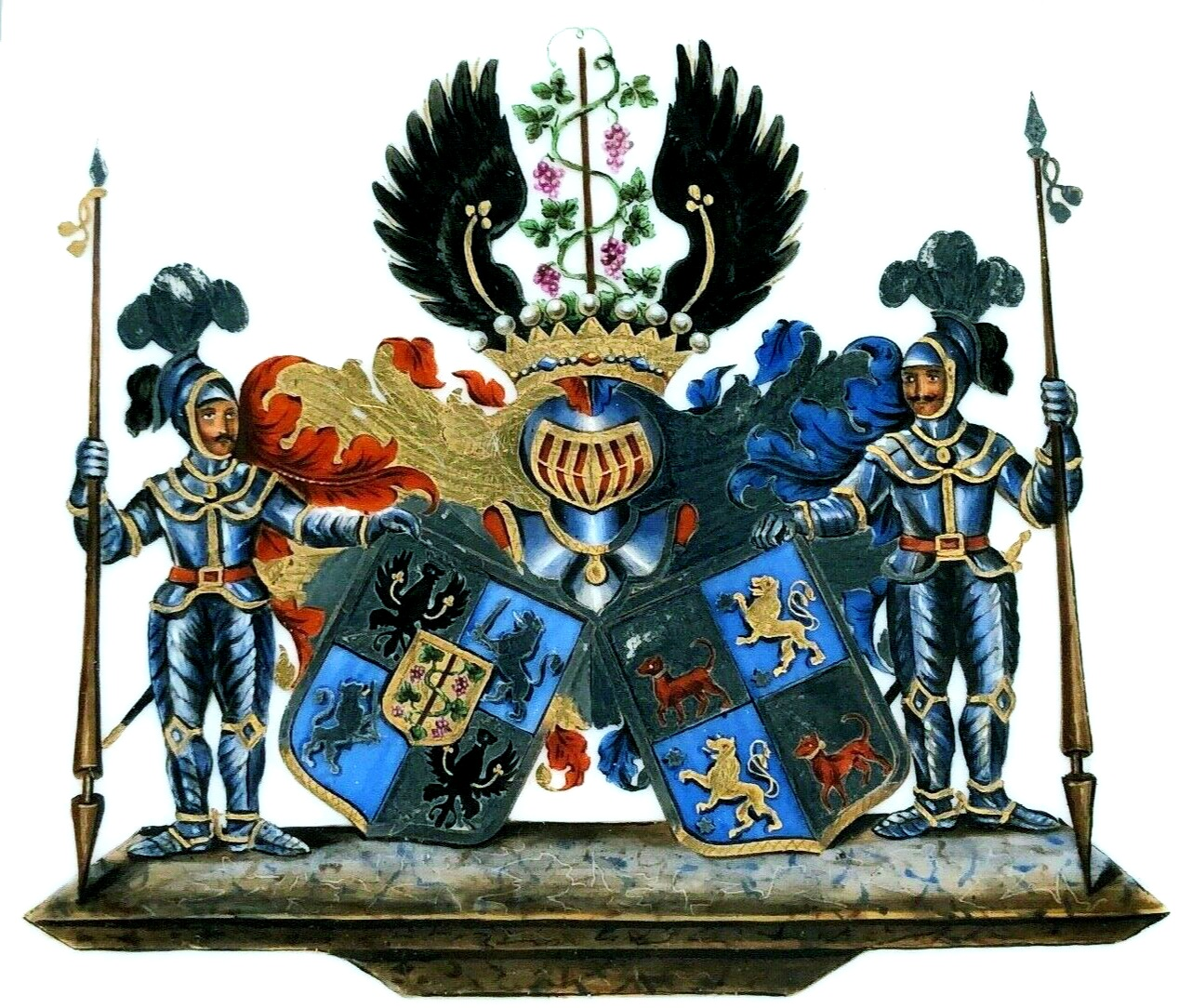
Ehe-Allianzwappen von Ludwig, Graf von Westarp (1791–1850), und Franziska, geb. v. Lavergne-Peguilhen (Adel ihrer Herkunftsfamilie 1821 in Preußen erneuert)

Das Wappen ist von Silber und Blau geviert, mit einem Herzschild belegt und einer Grafenkrone bekrönt. Im ersten und vierten Feld steht der dem Wappen Preußens entlehnte schwarze Adler, allerdings ohne Zepter und Reichsapfel. Im zweiten und dritten Feld findet sich ein silberner Löwe, der ein Ritterschwert hält. Der Herzschild enthält auf goldenem Grund einen grünen Hügel, auf dem ein sechs – auf jeder Seite drei – Trauben tragender grüner Weinstock steht. Letzterer wiederholt sich in abgewandelter Form – mit vier Trauben und Blättern – auf dem Helm zwischen zwei schwarzen Adlerflügeln (ähnlich Westrup; auch: Westorf, Westarp, Westorp, Westorppe).
Die Helmdecken sind rechts rot und gold, links blau und silber gehalten. Als Schildhalter dienen zwei Ritter, die Streitkolben bzw. Turnierlanzen halten. Von den vier Federn ihrer Helmzier ist jeweils die äußere schwarz, die drei übrigen sind silbern.

## Stammliste
Diese Stammliste des Adelsgeschlechts Westarp enthält in der deutschsprachigen Wikipedia mit Artikeln vertretene Angehörige bzw. deren Gatten und wichtige Zwischenglieder, darunter die Geschwister relevanter Personen. Dreifach verschwägert waren die Grafen von Westarp mit dem niederrheinischen Adelsgeschlecht Oven.
1. Friedrich Franz Christoph von Anhalt-Bernburg-Schaumburg-Hoym (1769–1807), preußischer Oberstleutnant, ⚭ 1790 Karoline Amalie Westarp (1773–1818), 1798 „Gräfin von Westarp“, Tochter von Friedrich Ferdinand Westarp, preußischer Oberamtsregierungsrat; → Vorfahren siehe Stammliste der Askanier, Linie Fürst Christians I. von Anhalt-Bernburg
  1. Ludwig (1791–1850), 1811 „Graf von Westarp“, preußischer Brigadier der Kavallerie, ⚭ 1822 Franziska, geb. von Lavergne-Peguilhen (1797–1867)[19], Schwester von Moritz von Lavergne-Peguilhen und Alexander von Lavergne-Peguilhen. Sie hatte noch zwei Brüder: Franz und Julius von Lavergne-Peguilhen.[20] Sie ⚭ zuvor John Stornby und nach dessen Tod[21] Ludwig, Graf von Westarp.[22]
    1. Adolf (1822–1861), Landrat von Pleß
      1. Adolf (1851–1915), Schriftsteller, ⚭ (I) 1881 Isidora von Leipziger (1858–1882), Schwester von Karl von Leipziger (1848–1924), Politiker, ⚭ (II) 1884 Godela von Oven (1863–1949), Tochter von Karl von Oven (1824–1907), Regierungsrat und Landrat
        1. (I) Isidora (1882–1979)
        2. (II) Haila, gen. Hella (1886–1919), Mitglied in der Thule-Gesellschaft und Mordopfer
        3. (II) Albrecht-Berengar (1886–1947)
          1. (drei Töchter)

        4. (II) Bathildis (1888–1972)
        5. (II) Dietburg (1891–1928)
        6. (II) Schwanhilde (1892–1988)
        7. (II) Otto-Aribert (1893–1914)
        8. (II) Edelgarde (1896–1989)

      2. Viktor (1852–1867)
      3. Mathilde (1854–1856)

    2. Viktor (1824)
    3. Rosalie (1825–1832)
    4. Ernst (1827–1856)
    5. Ludwig (1829–1832)
    6. Friederike (1832)
    7. Rosalie (1825–1832)
    8. Franz (1834–1872); → Nachfahren (u. a. in noch blühender männlicher Linie in Brasilien)
    9. Adele (1836–1910)
    10. Arthur (1839–1873)
    11. Margarethe (1842–1844)

  2. Friedrich Albrecht (1792)
  3. Marie Karoline Adelheid (1795–1811), 1811 „Gräfin von Westarp“
  4. Adolf (1796–1850), 1811 „Graf von Westarp“, preußischer Oberstleutnant und Regimentskommandeur, ⚭ 1822 Pauline von Müffling genannt Weiß (1803–1886), Tochter von Karl von Müffling genannt Weiß (1775–1851), preußischer Generalfeldmarschall, Militärschriftsteller und Geodät
    1. Marie Karoline (1823–1866), ⚭ 1843 Gustav von Selasinsky (1807–1894), preußischer Generalmajor
    2. Otto (1825–1879), preußischer Verwaltungsjurist
      1. Viktor (1854–1884)
      2. Rudolf (1856–1904), preußischer Offizier, Chefredakteur der Deutschen Allgemeinen Zeitung
        1. Emma (1884–1948)
        2. Otto (1885–1914)
        3. Rudolf (1889–1981)
        4. Theodor (1890–1959), deutscher Marineoffizier und Industrieller; → Nachfahren (u. a. in noch blühender männlicher Linie in Mexiko)

      3. Ludwig (1863–1901)
      4. Otto (1866–1895)
      5. Wolf (1868–1923), deutscher Schriftsteller
        1. Erna (1903–1975)
        2. Erika (1905–1944)
        3. Ludwig (1906–1965)
        4. Clara (1908–1978)
        5. Wolf (1910–1982), deutscher Politiker (SRP), Abgeordneter im Niedersächsischen Landtag; → Nachfahren (u. a. in noch blühender männlicher Linie in Deutschland)
        6. Reinhold (1913)
        7. Karl (1913)

    3. Viktor (1826–1868), Oberförster, ⚭ Eleonore von Oven (1830–1910), Schwester von Karl von Oven (1824–1907), Regierungsrat und Landrat, sowie von Julius von Oven (1829–1889), Verwaltungsbeamter
      1. Werner (1853–1894), preußischer Hauptmann, ⚭ Martha von Hartrott (1866–1918), Tochter von Ludwig von Hartrott (1829–1910), preußischer General der Kavallerie
        1. Ehrengard (1890–1981)
        2. Friederike-Askania (1894–1983)

      2. Adolf (1854–1925), preußischer Generalleutnant
        1. Irene (1882)
        2. Eberhard-Joachim (1884–1945), deutscher Schriftsteller, ⚭ 1921 Asta von Beseler (1897–1980), Tochter von Hans von Beseler (1850–1921), preußischer Generaloberst
        3. Heinrich (1906–1984); → Nachfahren (u. a. in noch blühender männlicher Linie in Deutschland)

      3. Paul (1856–1871)
      4. Viktor (1861–1887)
      5. Kuno (1864–1945), deutscher Jurist, Verwaltungsbeamter und Politiker (DNVP), ⚭ 1893 Ada von Pfeil und Klein-Ellguth (1867–1943), Tochter von Bernhard von Pfeil und Klein-Ellguth (1829–1910), preußischer Generalmajor
        1. Gertraude (1894–1975)
        2. Adelgunde (1895–1960)

      6. Viktoria (1868–1960), ⚭ (I) 1888 Wilhelm von Krause (1862–1893), Bankier und Enkel von Friedrich Wilhelm von Krause (1802–1877), deutscher Weinhändler, Privatbankier und Industrieller, ⚭ (I) 1899 Paul von Somnitz (1856–1941), Gutsbesitzer und als Nachfolger seines Onkels Karl Hermann von Somnitz (1813–1878) Fideikommissherr von Charbrow

    4. Pauline (1828–1900)
    5. Emma (1830–1921), ⚭ Karl von Oven (1824–1907), Regierungsrat und Landrat
    6. Marianne (1831)
    7. Adolf (1833–1850)
    8. Ludwig (1837–1870), ⚭ Elisabeth Grimm (1838–1914), Tochter von Heinrich Gottfried Grimm (1804–1884), Generalstabsarzt (heiratete in zweiter Ehe Friedrich von Barner, preußischer Generalmajor)
      1. Adolf (1860–1918); ⚭ 1887 Wilhelmine (Willi) von Rathenow (* 1867)[23] → Nachfahren (u. a. in noch blühender männlicher Linie in Deutschland)
      2. Georg (1862–1915); → Nachfahren (u. a. in noch blühender männlicher Linie in Kanada und dem Vereinigten Königreich)
      3. Frieda (1863–1949), ⚭ 1882 Johann Georg von Einsiedel (1848–1931), Politiker
      4. Elisabeth (1866–1936)
      5. Margarete (1866–1933)

    9. Anna (1839–1894)
    10. Werner (1843–1845)